# 有馬丸
有馬丸（ありままる）はかつて日本郵船が所有し運航していた貨物船。太平洋戦争中に応急油槽船に改装され、特設運送船(給油船)として運用された。

## 船歴
有馬丸は日本郵船の欧州航路の船質改善のために投入されたA型貨物船の二番船として、三菱重工業長崎造船所の628番船として建造された。1936年（昭和11年）3月18日に起工し、同年9月16日に進水。11月30日に竣工した。
A型貨物船は欧州航路のリバプール線用に建造されたが、欧州情勢の緊迫化に伴い同線に就航することはなかった 。有馬丸は姉の赤城丸と共に欧州航路の北欧線に投入され、1937年（昭和12年）7月にはA型貨物船5隻で東航世界一周線が開設されたが、第二次世界大戦の勃発により東航世界一周線は1940年（昭和15年）5月に航路休止となった。
1941年（昭和16年）4月7日、銅鉱石積取りのため臨時船として横浜より出港。銅コンセントレート2,200トン、アンチモン鉱617トンなど、計4,797トンを積んで5月24日にチリのトコピアを出港しペルーのモエンドへ向かった有馬丸は、翌25日にモエンド南方4浬の地点で座礁した。米英系のサルベージ会社へ救助依頼は当時の国際情勢から拒否されたため、まず日本郵船の高岡丸が現地に派遣され船固め作業に当たった。しかし、6月6日に作業に従事していた伝馬船が転覆して2名が死亡する事故が発生し、高岡丸は作業を中止して去った。「有馬丸」の曳き降ろしは日本サルヴェージに依頼され、同社社員を乗せた日本郵船の崎戸丸が8月15日に現場に到着。9月15日に有馬丸の浮揚に成功した。有馬丸は崎戸丸によってカイヤオへ曳航され、そこで応急修理を受けた後、10月9日に崎戸丸に曳航されて日本へ向けて出発。11月20日に横浜に到着した。その後、三菱重工業横浜造船所で8ヶ月にわたる修理が行われ、1942年（昭和17年）7月に船舶運営会に配属された。11月頃には軍の徴用を受けないまま軍事輸送に従事する陸軍配当船に指定されて運航されている。
12月29日、有馬丸は日本海軍に徴用され、翌30日には大阪鉄工所因島造船所に入渠して応急油槽船への改装工事を受ける。1943年（昭和18年）2月15日に特設運送船(給油船)として入籍し、20日に改装が完了した。
当時、有馬丸船長の田口英重は、高速無煙の有馬丸にとっては護衛は邪魔だとして船団には加わらなかった有馬丸監督官として有馬丸に乗り込んだ海軍の小沢覚輔大佐も田口の考えに賛同し、以後も有馬丸は単独で航海した。
3月3日、有馬丸は呉を出港。11日にシンガポールに着き、ディーゼル油7,880トンと砲艇3隻を積んで25日に出港した。途中で敵潜水艦の雷撃を受けたが回避し、28日にバリクパパンに到着。30日にトラックへ向け出港した。有馬丸はそれまでは単独で航海していたが、4月2日に駆逐艦夕月の護衛を受けるよう命じられた。しかし夕月との合流には手間取り、3日11時ごろにようやく合流できた。それから2時間後の13時5分、右舷側に雷跡が発見された。1本は回避に成功するも、右舷4番船倉と1番船倉に魚雷が1本ずつ命中。爆発により積荷のディーゼル油に引火して火災が発生し、炎に包まれる中総員退去が命じられた。有馬丸は4日11時5分に沈没した。警戒隊16名、船員11名が戦死した。有馬丸を攻撃したのはアメリカ潜水艦ハダック(USS Haddock, SS-231)であった。沈没地点はパラオ北方350km地点付近、北緯10度12分 東経134度35分 / 北緯10.200度 東経134.583度。
5月1日付で除籍および解傭。
有馬丸と夕月との合流の際に連絡のため電波が何度も発せられており、田口はそのことで敵に探知されたのではないかとしている。

## 監督官
- 小沢覚輔 大佐：1943年2月15日[23] -